# 7512 Monicalazzarin
7512 Monicalazzarin (1983 CA1) là một tiểu hành tinh vành đai chính được phát hiện ngày 15 tháng 2 năm 1983 bởi E. Bowell ở trạm Anderson Mesa thuộc Đài thiên văn Lowell.